# Comuna Vânători-Neamț, Neamț
Vânători-Neamț (în trecut, Vânători) este o comună în județul Neamț, Moldova, România, formată din satele Lunca, Mânăstirea Neamț, Nemțișor și Vânători-Neamț (reședința).

## Așezare
Comuna se află în nordul județului, la limita cu județul Suceava, pe malurile râului Neamț. Este străbătută de șoseaua națională DN15B, care leagă orașul Târgu Neamț de coada lacului Izvorul Muntelui. Șoseaua județeană DJ155C se ramifică din acest drum lângă satul Nemțișor și deservește exclusiv comuna, ducând la Mănăstirea Neamț. În comună se află și Rezervația de Zimbri - Neamț, arie protejată de tip faunistic unde sunt ocrotiți zimbrii.

## Demografie
Componența etnică a comunei Vânători-Neamț
     Români (84,98%)
     Romi (5,34%)
     Alte etnii (0,04%)
     Necunoscută (9,64%)
Componența confesională a comunei Vânători-Neamț
     Ortodocși (85,01%)
     Creștini după evanghelie (1,72%)
     Penticostali (1,54%)
     Alte religii (1,8%)
     Necunoscută (9,93%)
Conform recensământului efectuat în 2021, populația comunei Vânători-Neamț se ridică la 7.270 de locuitori, în scădere față de recensământul anterior din 2011, când fuseseră înregistrați 7.595 de locuitori. Majoritatea locuitorilor sunt români (84,98%), cu o minoritate de romi (5,34%), iar pentru 9,64% nu se cunoaște apartenența etnică. Din punct de vedere confesional, majoritatea locuitorilor sunt ortodocși (85,01%), cu minorități de creștini după evanghelie (1,72%), penticostali (1,54%) și altele (1,28%), iar pentru 9,93% nu se cunoaște apartenența confesională.

## Politică și administrație
Comuna Vânători-Neamț este administrată de un primar și un consiliu local compus din 15 consilieri. Primarul, Maria Petrariu[*], de la Partidul Social Democrat, este în funcție din 2000. Începând cu alegerile locale din 2024, consiliul local are următoarea componență pe partide politice:
|  | Partid                          | Consilieri | Componența Consiliului | Componența Consiliului | Componența Consiliului | Componența Consiliului | Componența Consiliului | Componența Consiliului | Componența Consiliului | Componența Consiliului |
|  | ------------------------------- | ---------- | ---------------------- | ---------------------- | ---------------------- | ---------------------- | ---------------------- | ---------------------- | ---------------------- | ---------------------- |
|  | Partidul Social Democrat        | 8          |                        |                        |                        |                        |                        |                        |                        |                        |
|  | Partidul Național Liberal       | 5          |                        |                        |                        |                        |                        |                        |                        |                        |
|  | Alianța pentru Unirea Românilor | 1          |                        |                        |                        |                        |                        |                        |                        |                        |
|  | Uniunea Salvați România         | 1          |                        |                        |                        |                        |                        |                        |                        |                        |

## Istorie
La sfârșitul secolului al XIX-lea, comuna purta numele de Vânători, făcea parte din plasa de Sus-Mijlocul a județului Neamț și era formată din satele Vânători, Nemțișor, Condreni, Debruța, Todirițeni, Lunca, precum și mănăstirile Neamț, Secu, Vovidenia, Prohov, Sihăstria și schitul Sihlea, cu o populație totală de 3638 de locuitori. În comună existau 11 mănăstiri, patru biserici de mir, 13 mori de apă și două școli. Anuarul Socec din 1925 o consemnează sub numele de Vânătorii Neamțului în plasa Cetatea Neamțu a aceluiași județ, având 3874 de locuitori în satele Condreni, Lunca, Mănăstirea Neamțului, Nemțișoru, Vânătorii Neamțului și în cătunele Mănăstirea Secului, Schitu Procov, Schitu Sihăstria, Schitu Sihlea și Schitu Vovidenia. În 1931, comuna a căpătat alcătuirea actuală, cu satele Lunca, Mănăstirea Neamț, Nemțișor și Vânătorii-Neamț.
În 1950, comuna a trecut în administrarea raionului Târgu Neamț din regiunea Bacău. În 1968, ea a revenit la județul Neamț, reînființat.

## Monumente istorice

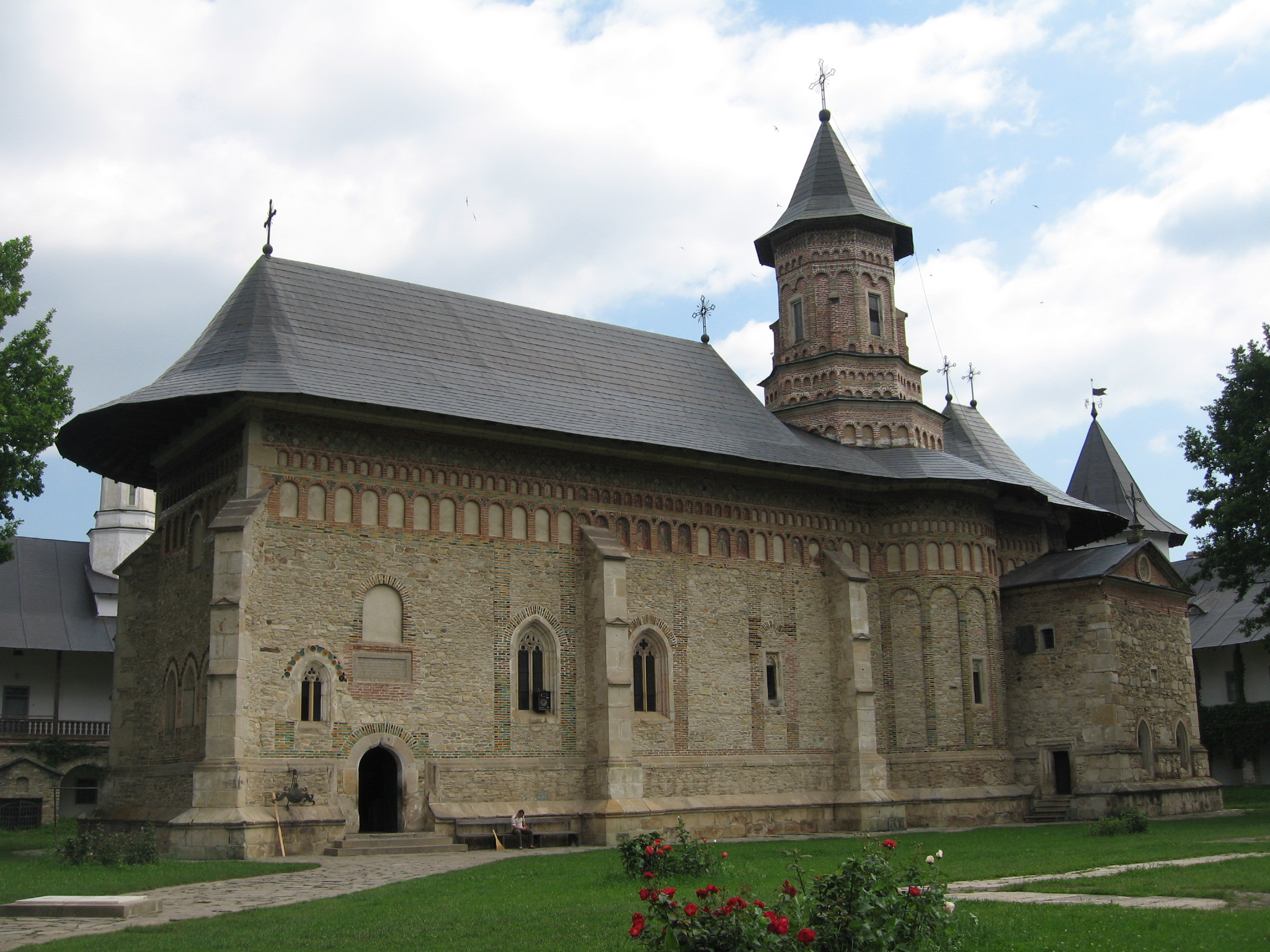
Mănăstirea Neamț din satul omonim, monument istoric de interes național

În comuna Vânători-Neamț se află mănăstirile Neamț (din satul Mănăstirea Neamț), Secu și Sihăstria Secului (ultimele două aflate în satul Vânători-Neamț), ansamble-monument istoric de interes național, clasificate ca monumente de arhitectură. Mănăstirea Secu (secolele al XVI-lea–al XIX-lea) cuprinde biserica „Tăierea capului Sfântului Ioan Botezătorul” (1605–1605), paraclisul „Sfântul Nicolae” (secolul al XVIII-lea), paraclisul „Adormirea Maicii Domnului” (1844), biserica „Nașterea Sfântului Ioan Botezătorul” (1832), turnul-clopotniță și incinta fortificată (secolul al XVII-lea). Mănăstirea Sihăstria Secului (secolul al XV-lea–al XX-lea) cuprinde în ansamblul său biserica „Nașterea Maicii Domnului” (1824), biserica de lemn „Sfinții Voievozi” (1740, strămutată aici din satul Hlăpești), paraclisul „Sfinții Ioachim și Ana” (1840), stăreția, chiliile (secolul al XIX-lea) și turnul-clopotniță (1825). Mănăstirea Neamț cuprinde biserica „Înălțarea Domnului” (1497), vestigiile bisericilor I și II (sfârșitul secolului al XIV-lea–jumătatea secolului al XV-lea), biserica „Sfântul Gheorghe” (1826), turnul-clopotniță de poartă cu paraclisul „Buna Vestire” (1821), paraclisul „Adormirea Maicii Domnului” (1809, transformat în 1843), paraclisul „Sfântul Pantelimon” (1820, cu refaceri în 1843), Turnul Pârgului (secolul al XV-lea, modificat în 1745), clădirile din incintă (1796), agheazmatarul (1836), biserica-bolniță „Sfântul Ioan cel Nou” (1848), casa Nicodim (1846) și casele monahale (secolele al XVIII-lea–al XX-lea).

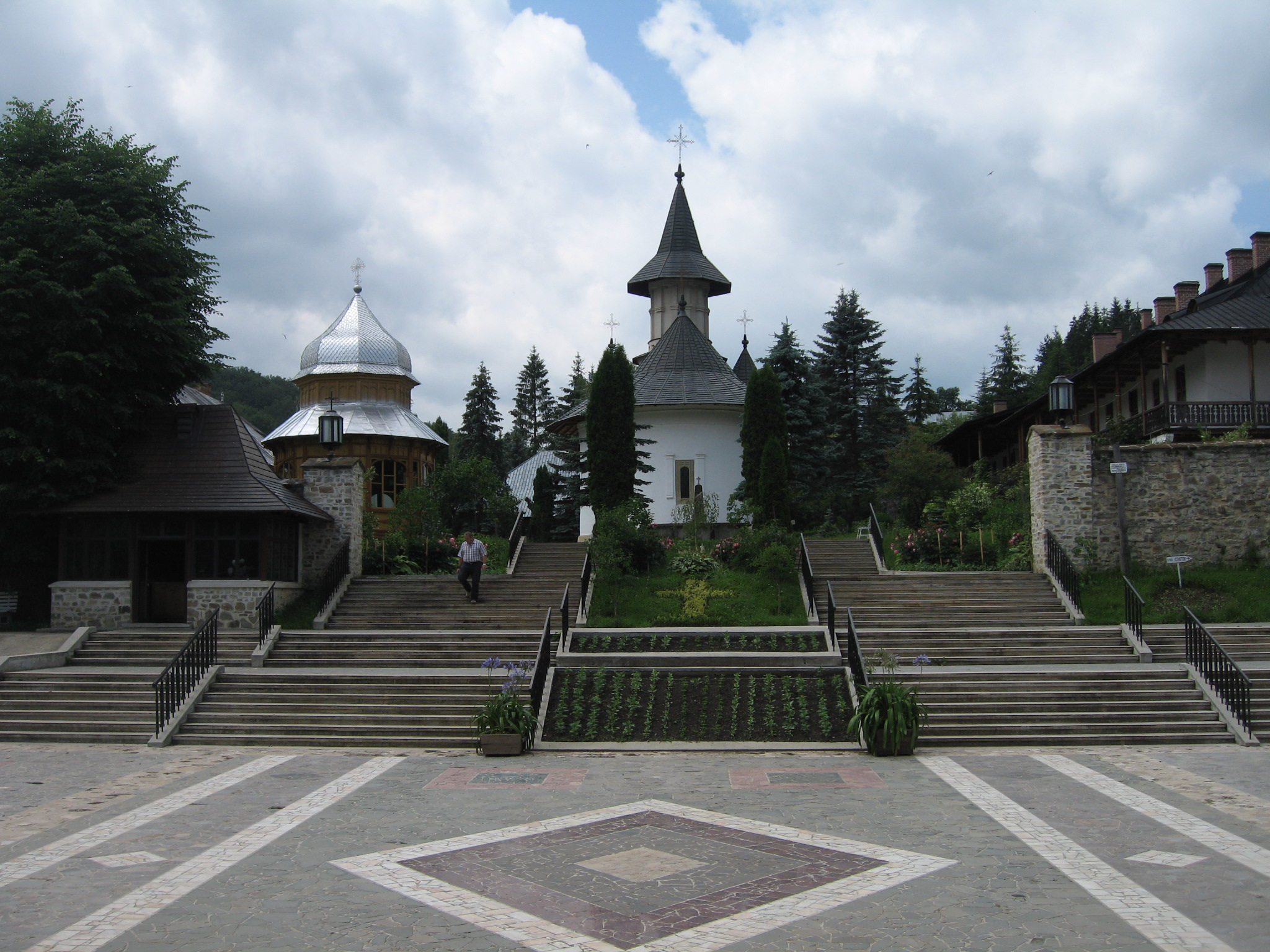
Mănăstirea Sihăstria Secului, monument istoric de interes național

În rest, alte nouă obiective din comuna Vânători-Neamț sunt incluse în lista monumentelor istorice din județul Neamț ca monumente de interes local. Două dintre ele sunt situri arheologice — necropola tumulară de „la Braniște”, lângă satul Nemțișor, datând din secolele al III-lea–al IV-lea e.n.; și situl de la „Poiana Slatinii” (satul Lunca), unde s-au găsit urmele unor așezări din neoliticul timpuriu (cultura Starčevo-Criș), neolitic (cultura Precucuteni), neoliticul mijlociu (cultura ceramicii liniare), eneolitic (cultura Cucuteni), perioada Latène, perioada Halstatt (cultura aspectul Canlia), secolele al X-lea–al XV-lea și secolele al XVI-lea–al XVIII-lea. Cinci sunt clasificate ca monumente de arhitectură: ansamblul bisericii „Sfântul Ioan Bogoslov Evanghelistul” (secolul al XIX-lea) din satul Mănăstirea Neamț, având biserica propriu-zisă (1834) și clopotnița (1861); ansamblul schitului Vovidenia (secolele al XVII-lea–al XVIII-lea) din același sat, cu biserica „Intrarea în Biserică” (1849–1857) și casele monahale (secolele al XIX-lea–al XX-lea); ansamblul schitului Pocrov (secolele al XVIII-lea–al XIX-lea) tot din satul Mănăstirea Neamț, cu biserica de lemn „Acoperământul Maicii Domnului” (1714) și turnul-clopotniță din lemn (1714); vechea școală (1864) din Vânători-Neamț, astăzi muzeu sătesc; și biserica de lemn „Sfinții Voievozi” și „Tăierea capului Sfântului Ioan Botezătorul” (1740) din același sat. Obeliscul eroilor din Războiul Ruso-Turc (1877-1878) din Vânători-Neamț, ridicat la 1884, este clasificat ca monument de for public, iar muzeul „Casa Mihai Sadoveanu” (sfârșitul secolului al XIX-lea) din satul Mănăstirea Neamțului este clasificată ca monument memorial sau funerar.